# Vremja Novostej
Vremja Novostej (Russisch: Время новостей) was een Russische krant uit Moskou die werd opgestart in 2000. Het is een liberaal, hervormingsgezind en regeringsgezind dagblad.